# Cruyplants
De N.V. Cruyplants was een katoenweverij te Gent, gelegen aan Stalhof 6.

## Geschiedenis
Het bedrijf werd in 1895 opgericht en werd in 1909 omgezet in een Naamloze Vennootschap. In 1935 werd het een onderdeel van de Union Cotonnière, die tot dan toe slechts uit katoenspinnerijen bestond. Doel was om ook weverijen in de groep te integreren, teneinde de afzet van de spinnerijen te verzekeren. De weverijen werden daartoe verplicht om het door de groep geproduceerde garen af te nemen.
Het bedrijf ging deel uitmaken van de divisie UCO Ter Platen. In 1969 werd Cruyplants gesloten.
De fabrieksgebouwen werden gesloopt en er kwam studentenhuisvesting van de Universiteit Gent voor in de plaats, namelijk studentenhome Vermeylen.